# Ischnaspis longirostris
Ischnaspis longirostris är en insektsart som först beskrevs av Victor Antoine Signoret 1882.  Ischnaspis longirostris ingår i släktet Ischnaspis och familjen pansarsköldlöss. Inga underarter finns listade i Catalogue of Life.